# SecuROM
SecuROM è una protezione, sviluppata da Sony DADC, contro la copia di dischi ottici, CD e DVD, utilizzati soprattutto per i videogiochi per computer con sistema operativo Microsoft Windows.
SecuROM è nato allo scopo di dissuadere e impedire la duplicazione di prodotti multimediali, professionali e tentativi di ingegneria inversa.
L'uso di questa protezione è controversa perché per certi aspetti SecuROM si comporta come un software maligno (malware), e gli utenti non sempre sono informati quando la protezione è inclusa nel prodotto. Questa protezione comunque funziona solo su computer dotati di sistema Windows.
Le ultime versioni (v4 e successive) impediscono la clonazione (copia 1:1) dei CD-R. Alcuni programmi (come Daemon Tools - emulatore CD/DVD - o YASU -Yet Another SecuROM Utility -) possono tuttavia aggirare (emulare) questa protezione (ma non possono copiarla). Daemon Tools Pro consente tuttavia di creare immagini funzionali (formato MDS/MDF) di dischi protetti da SecuROM (indipendentemente dalla versione).